# پیر باتزو
پیر باتزو (فرانسوی: Pierre Bazzo‎؛ زادهٔ ۱۷ ژانویهٔ ۱۹۵۴) دوچرخه‌سوار اهل فرانسه است.